# Енциклопедія Словаччини

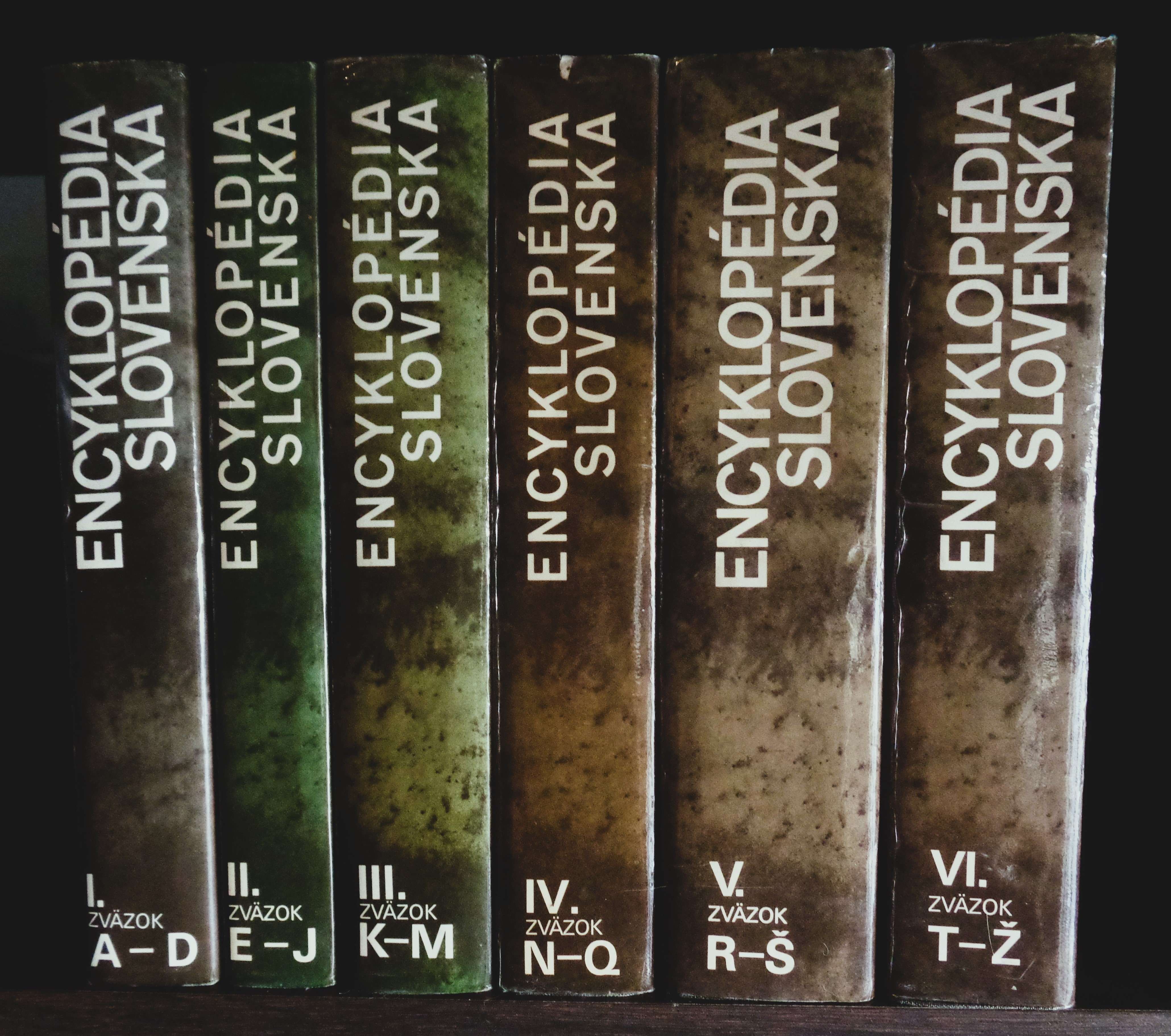
Енциклопедія Словаччини

Енциклопедія Словаччини (словац. Encyclopédia Slovenska) — енциклопедія в шести томах, присвячена темам, пов'язаним зі Словаччиною. Була опублікований у 1977—1982 роках у видавництві Veda Словацької академії наук. Це найповніше джерело знань про Словаччину. Хоча енциклопедія і знаходилась під впливом радянської ідеології, вона все ще є неперевершеним джерелом базової інформації про Словаччину, її природу, культуру та історію. Енциклопедія містить понад 20 000 статей і понад 7 000 ілюстрацій. Виконавчим редактором був Йозеф Велький, а з 1979 року — Йозеф Владар.
Тираж кожної частини становив 60 000 примірників, а в другому виданні — 12 000 примірників.
| том  | літери         | кількість сторінок | кількість ілюстрацій | кількість сторінок кольорових вкладок | рік видання |
| ---- | -------------- | ------------------ | -------------------- | ------------------------------------- | ----------- |
| я    | A – D          | 624                | 1 032                | 0 96                                  | 1977        |
| II.  | E – J          | 536                | 0 980                | 0 48                                  | 1978        |
| III. | K – M          | 656                | 1 471                | 0 48                                  | 1979        |
| IV.  | N – Q          | 600                | 1 083                | 0 96                                  | 1980        |
| IN.  | R – Š          | 792                | 1 435                | 176                                   | 1981        |
| VI.  | T – Ž, Додатки | 776                | 1 261                | 0 76                                  | 1982        |

## Томи
- Encyklopédia Slovenska. Т. I. A-D. Veda. 1977.
- Encyklopédia Slovenska. Т. II. E-J. Veda. 1978.
- Encyklopédia Slovenska. Т. III. K-M. Veda. 1979.
- Encyklopédia Slovenska. Т. IV. N-Q. Veda. 1980.
- Encyklopédia Slovenska. Т. V. R-Š. Veda. 1981.
- Encyklopédia Slovenska. Т. VI. T-Ž. Veda. 1982.
- Encyklopédia Slovenska. Т. I. A-D. Veda. 1985.